# Lainta-Cogbè
Lainta-Cogbè è un arrondissement del Benin situato nella città di Covè (dipartimento di Zou) con 4.255 abitanti (dato 2006).